# توم هارالد هاغن
توم هارالد هاغن (بالنرويجية: Tom Harald Hagen)‏ (و. 1978  م) هو حكم كرة قدم نرويجي.

## روابط خارجية
- توم هارالد هاغن على موقع اتحاد النرويج (النرويجية)
- توم هارالد هاغن على موقع Soccerway.com (الإنجليزية)